# Cavalerie rouge
Ne doit pas être confondu avec le roman Le Cheval rouge
Cavalerie rouge (russe : Конармия, littéralement « L'armée à cheval ») est le titre d'un recueil de nouvelles de l'écrivain soviétique Isaac Babel. Le recueil parut pour la première fois en 1926. Son très grand succès populaire lui valut plusieurs rééditions au cours des années 1920 en Union soviétique. Il est considéré comme l'un des romans les plus emblématiques de la Russie soviétique des années 1920.

## Composition
L'écrivain débutant, Isaac Babel, avait reçu l'appui de Maxime Gorki dès 1916. Mais celui-ci lui avait conseillé de mettre provisoirement de côté ses velléités d'écrivain et « de courir le monde » pour acquérir de l'expérience. 

« Votre production ne vaut plus rien du tout... Vous n'avez pas assez vécu... De quel droit parlez-vous d'une vie que vous ne connaissez pas ? »

— Maxime Gorki.
Babel s'engage donc comme correspondant de guerre dans l'Armée rouge dans la guerre soviéto-polonaise de 1920. Il tient un journal, confié à des amis à la fin des années 1920, et qui sera édité par sa veuve à partir de 1955 sous le titre de Journal de 1920.
Les trente-quatre brèves nouvelles qui composent le recueil furent d'abord publiées individuellement avant d'être réunies dans un recueil. De mai à septembre 1920, il accompagne la 1re armée de cavalerie en Volhynie sous le pseudonyme de Kirill Lioutov, et publie ses articles dans le journal Le Cavalier rouge. 
La troupe était commandée par Semion Boudienny, qui deviendra un critique violent et opiniâtre (jusque dans les années 1930) de Babel. La « cavalerie rouge » était une troupe auréolée de gloire, et Boudienny ne pardonne pas à Babel de l'avoir présentée sous un jour plus ambigu. Dès 1924, il s'en prend au « babisme » de Babel, attaques qu'il renouvelle en 1928. Il compare les récits de Babel à des commérages de bonnes femmes (« Il farfouille dans du linge sale ») et lui reproche son « incapacité à voir les bouleversements grandioses de la lutte des classes ». Il lui fait grief de ne pas être « un dialecticien, un artiste-marxiste ».

## Réception
En 1924, quelques récits du recueil (Le Sel, La Lettre, La Mort de Dolgouchov) sont publiés dans LEF de Vladimir Maïakovski. L'ouvrage paraît en 1926, puis connaît plusieurs rééditions, en 1927 et les années suivantes. Il est traduit en français dès 1928. En 1931, Babel fait publier une version corrigée et augmentée. En 1936, Cavalerie rouge est inclus dans une anthologie de ses nouvelles, Récits. Certains textes sont légèrement remaniés : on y a supprimé certaines allusions politiques. Sophie Benech y recense une centaine de changements, sans pouvoir se prononcer sur l'origine des modifications (auteur, éditeur, censure, autres pressions...).

## Liste des nouvelles

### Édition de 1926
1. La Traversée du Zbroutch, (Novohrad-Volynskyï, juillet 1920)
2. L'Église de Novograd
3. La Lettre
4. Le Chef de la remonte
5. Pan Apolek
6. Le Soleil de l'Italie
7. Guédali
8. Ma première oie
9. Le Rabbin
10. Sur la route de Brody
11. L'Enseignement de la Tatchanka
12. La Mort de Dolgouchov
13. Le Commandant de la 2e brigade
14. Sachka le Christ
15. La Vie authentique de Matveï Rodionovitch Pavlitchenko
16. Le Cimetière de Kozine
17. Prichtchepa
18. Histoire d'un cheval
19. Konkine
20. Berestetchko
21. Le Sel
22. Un soir
23. Afonka Bida
24. Chez saint Valentin
25. Le Chef d'escadron Trounov
26. Les Deux Ivan
27. Suite de l'histoire d'un cheval
28. La Veuve
29. Zamostié
30. La Trahison
31. Tchesniki
32. Après la bataille
33. La Chanson
34. Le Fils du rabbin

### Ajouts de l'édition de 1931
1. Argamak
2. Grichtchouk
3. Le Baiser
4. Ils étaient neuf
5. Chez notre père Makhno
6. Une femme qui travaille dur

### Éditions en français
- Isaac Babel (trad. Jacques Catteau), Cavalerie rouge, Lausanne, L'Âge d'Homme, coll. « Classiques slaves », 1972, 234 p. / Réédition : Cavalerie rouge, Paris, Ginkgo éditeur, coll. « Petite bibliothèque slave », 2023, 256 p. (ISBN 978-2-84679-532-6)
- Isaac Babel (trad. Sophie Benech, préf. Sophie Benech), Œuvres complètes, Paris, Le Bruit du Temps, 2011, 1310 p. (ISBN 978-2-35873-034-1, présentation en ligne), « Cavalerie rouge »
- Isaac Babel (trad. Maurice Parijanine, révision : Andrée Robel, préf. Maurice Parijanine), Cavalerie rouge, Paris, Gallimard, coll. « Folio » (no 1440), 1983 (1re éd. 1959), 220 p. (ISBN 2-07-037440-8)

### Étude
- Laurent Fabien, Cavalerie rouge d’Isaac Babel : invitation à la lecture, éd. Publibook 2005

### Adaptation en BD
- Cavalerie rouge, dessin de Djordje Milović, scénario et adaptation de Jean-Pierre Pécau d'après le recueil de nouvelles Cavalerie rouge, Soleil Productions, 2018  (ISBN 978-2-302-06872-8)[13]